# Плавильний завод у Кокл-Крік
Плавильний завод у Кокл-Крік (Cockle Creek) – колишній виробничий майданчик на сході Австралії.
У 1895 році створили компанію Sulphide Corporation (Ashcroft Process), що мала спорудити в районі Ньюкасла у Кокл-Крік цинкоплавильний завод, для забезпечення якого сировиною придбали одну з копалень відомого рудного району Брокен-Гілл. Будівництво заводу з використанням виготовленого у Англії обладнання почалось у 1896-му. У квітні 1897-го майданчик почав роботу, проте вже в липні завод зупинили через недоліки обраного для нього процесу. 
У 1898-му компанію перереєстрували як Sulphide Corporation Limited, що узялась за впровадження більш традиційної технології та з 1902-го розпочала рафінування цинку – спершу методом дистиляції, а з 1908-го з використанням агломераційних машин. 
Того ж 1902-го майданчик розпочав роботу з окисленою свинцевою рудою, постачальником якої був рудник Магнет. В 1917-му запустили повноцінне свинцеплавильне виробництво, що могло працювати з сульфідними рудами, постачальниками яких були копальні Брокен-Гілл та все той же Магнет. Втім, вже у 1918-му на базових рудниках Брокен-Гілл почався 1,5-річний період страйків, що призвело до перебоїв у роботі плавильного майданчику. 
Переробка сульфідної руди призводить до викиду великих обсягів шкідливого діоксиду сірки, які в той же час можуть бути використані для продукування цінної сировини – сульфатної кислоти. З урахуванням цього в 1913-му у Кокл-Кірк запустили виробництво суперфосфату, яке діяло у складі майданчику більш ніж п’ятдесят років, допоки не було відокремлене від нього. Первісно сульфатну кислоту довелось продукувати через спалювання сірки, втім, після запуску свинцеплавильного виробництва нарешті стало можливим узятись за утилізацію його відхідних газів.
Вже у 1922 році через низькі ціни плавильне виробництво у Кокл-Крік зупинили, як виявилось – на кілька десятиліть. При цьому з 1923 по 1952 роки здійснювали випал цинкового концентрату з відправкою кальцинованого продукту на Тасманію, де діяв цинкоплавильний завод у Гобарті. Крім того, майданчик у Кокл-Крік продовжував діяльність з випуску добрив (з продукуванням сульфатної кислоти як з відхідних газів від випалу концентрату, так і з сірки та піритів), а з 1925 по 1956 роки також продукував цемент (якого за цей період випустили 1,25 млн тонн).
В 1959 – 1961 роках у Кокл-Крік спорудили нове плавильне виробництво, що переробляло цинковий та свинцевий концентрати з Брокен-Гілл із випуском цинку та свинцевих зливків (останні також містили певні обсяги золота та срібла). Серед супутніх продуктів окрім сульфатної кислоти були кадмій та сульфат міді. 
В 1974-му накопичений випуск заводу досягнув 1 млн тонн цинку та свинцю. Також відомо, що первісна потужність майданчику по цинку становила 36 тисяч тонн на рік, проте станом на 1980 рік вже складала 68 тисяч тонн, в в 1993-му цей показник довели до 90 тисяч тонн цинку на рік.
Ще у 1848-му власником заводу стала Broken Hill Corporation Limited, що наступного року унаслідок злиття увійшла до Consolidated Zinc Corporation Limited, при цьому в 1950-му Sulphide Corporation Limited перереєстрували як Sulphide Corporation Proprietary Limited. З 1962-го 75% участі в Sulphide Corporation придбала Conzinc RioTinto Australia (CRA). 
В 1988-му CRA об’єднала з North Broken Hill Peko свої цинкові та свинцеві активи зі створенням компанії Pasminco, яка наступного десятиліття потрапила у скрутне фінансове становище. В 2003-му на тлі несприятливої ринкової ситуації завод закрили.